# Esclangon (Mondkrater)
Esclangon ist ein Einschlagkrater auf der nordöstlichen Mondvorderseite zwischen Sinus Amoris und Lacus Bonitatis, nordöstlich des Kraters Hill und westlich von Macrobius.
Das Innere des Kraters wurde von Laven überflutet und ist daher eben, der Kraterrand erscheint nur noch als flacher, weicher Grat.
Der Krater wurde 1976 von der IAU nach dem französischen Astronomen und Mathematiker Ernest Esclangon offiziell benannt.